# Duccio
Duccio di Buoninsegna (Siena, c. 1255/1260 — Siena, 1319) foi provavelmente o mais influente artista de Siena do seu tempo, a figura mais importante da chamada Escola Sienesa. Considera-se que Duccio teve grande influência na formação do estilo chamado Gótico Internacional e que influenciou Simone Martini e os irmãos Ambrogio e Pietro Lorenzetti, entre outros. Seu grande rival na época foi Giotto, mestre da Escola Florentina.
Seus trabalhos incluem a Madonna Rucellai (1285), para a Igreja de Santa Maria Novella (atualmente na Galeria Uffizi) e a lendária Maestà para a Catedral de Siena. Sua Madona e o Menino, pintada em um painel de madeira cerca do ano de 1300, foi comprada em Novembro de 2004 pelo Metropolitan Museum of Art em Nova Iorque por mais de 45 milhões de dólares, no que foi talvez a mais cara compra do museu.

## Vida
As informações documentadas sobre Duccio são muito escassas e geralmente estão relacionadas ao seu trabalho. Não se sabe como ocorreu sua formação nem quem foram seus mestres, mas possivelmente Cimabue estava entre eles. O mais antigo documento que o cita é de 1278, quando recebeu pagamento da municipalidade de Siena pela pintura de doze baús para guarda de documentos oficiais. Recebeu várias pequenas encomendas do serviço fiscal a partir de 1279. Aparece várias vezes sendo penalizado por delitos. Na primeira menção, em 1280, ele recebeu a multa de 100 liras por um crime não descrito, uma quantia elevada, sugerindo que se tratava de uma infração de alguma gravidade. Depois recebeu multas por evadir-se de uma convocação militar, por ausentar-se das reuniões do Conselho Municipal, por recusar-se a jurar fidelidade ao podestà e por praticar feitiçaria. Essas condenações não parecem ter afetado seu prestígio profissional, pois continuou a ser empregado por órgãos oficiais para várias encomendas, algumas de grande relevo.

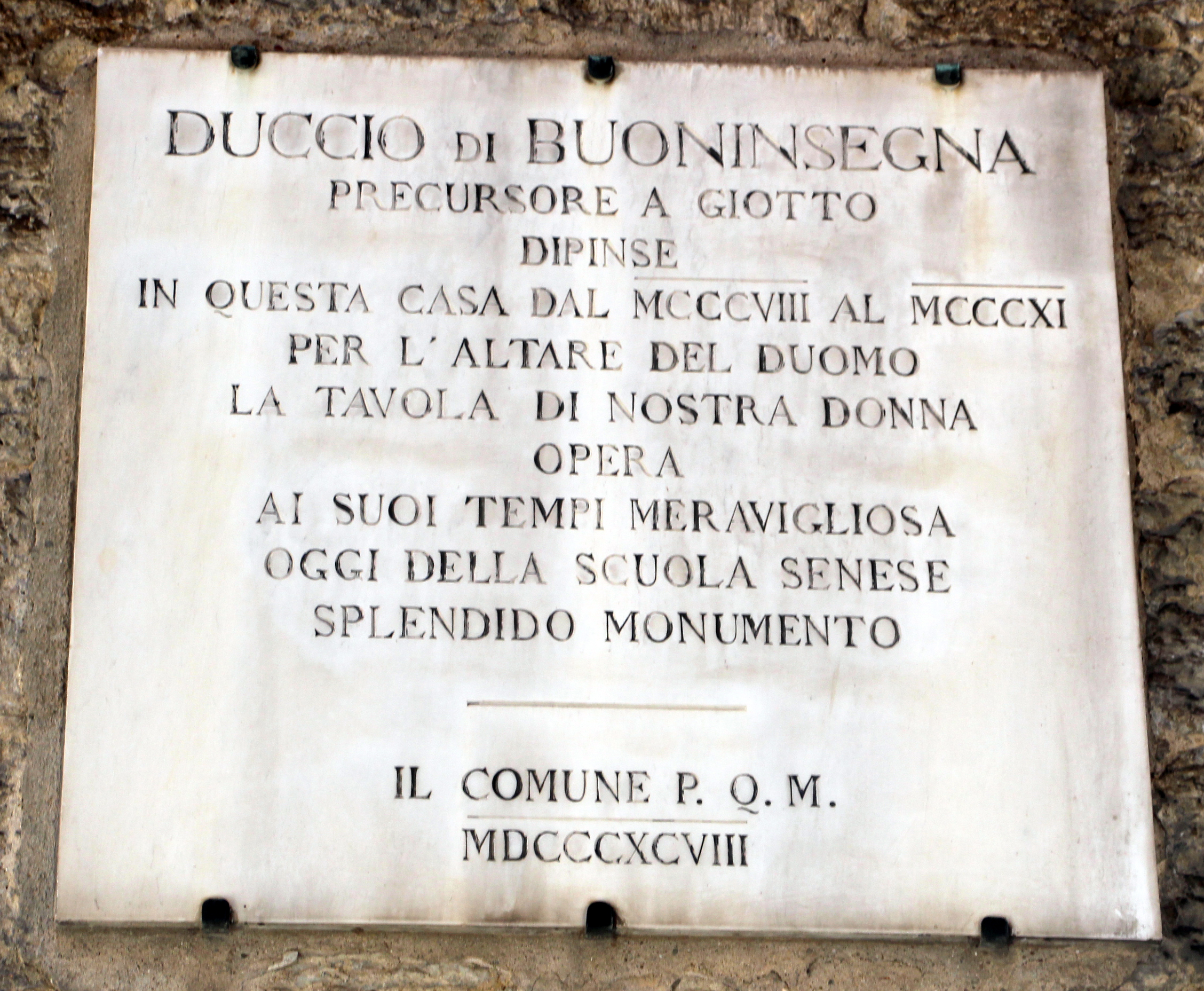
Placa instalada na fachada de seu atelier, comemorando o criador da Maestà.

Em 1279, 1286, 1291, 1292, 1294 e 1295 pintou capas de madeira para volumes de registros do serviço fiscal. Em 1285 recebeu da Irmandade da Companhia dei Laudesi a encomenda da Madonna Rucellai, uma das suas obras mais importantes. Em 1295, junto com Giovanni Pisano, fez parte de uma comissão para escolher o local da instalação de uma fonte. Em 1302 o Palazzo Pubblico encomendou-lhe uma Maestà, que depois foi perdida. Em 1308 recebeu da Catedral de Siena a encomenda de um novo retábulo para o altar-mor, que viria a ser sua obra-prima, a Maestà, cujo painel principal hoje está no Museo dell'Opera del Duomo de Siena. Nada se sabe ao certo sobre ele após o término da Maestà em 1311.
Uma série de outras obras lhe foi atribuída, embora não subsista documentação comprobatória, entre elas um políptico da Madonna e santos (hoje na Pinacoteca de Siena), vitrais para a Catedral de Siena, a Madonna Crevole (Museo dell'Opera del Duomo), uma Maestà (Kunstmuseum, Berna), uma Madonna e o Menino com três franciscanos (Pinacoteca de Siena), uma pequena Madonna e o Menino (Metropolitan Museum of Art, Nova Iorque), um tríptico da Madonna e santos (National Gallery, Londres), uma Madonna e o Menino com seis anjos (Galeria Nacional da Úmbria, Perúgia), uma Madonna e quatro santos (Pinacoteca de Siena), e uma Submissão de um castelo a Siena (Palazzo Pubblico de Siena).
Seu sobrinho Segna da Bonaventura, o Mestre de Badia a Isola e Ugolino da Siena foram seus seguidores imediatos, mas ele continuou sendo uma importante referência para artistas sieneses até o século XVI. É muito provável que Simone Martini, Pietro Lorenzetti e Ambrogio Lorenzetti tenham sido seus aprendizes.

## Obra

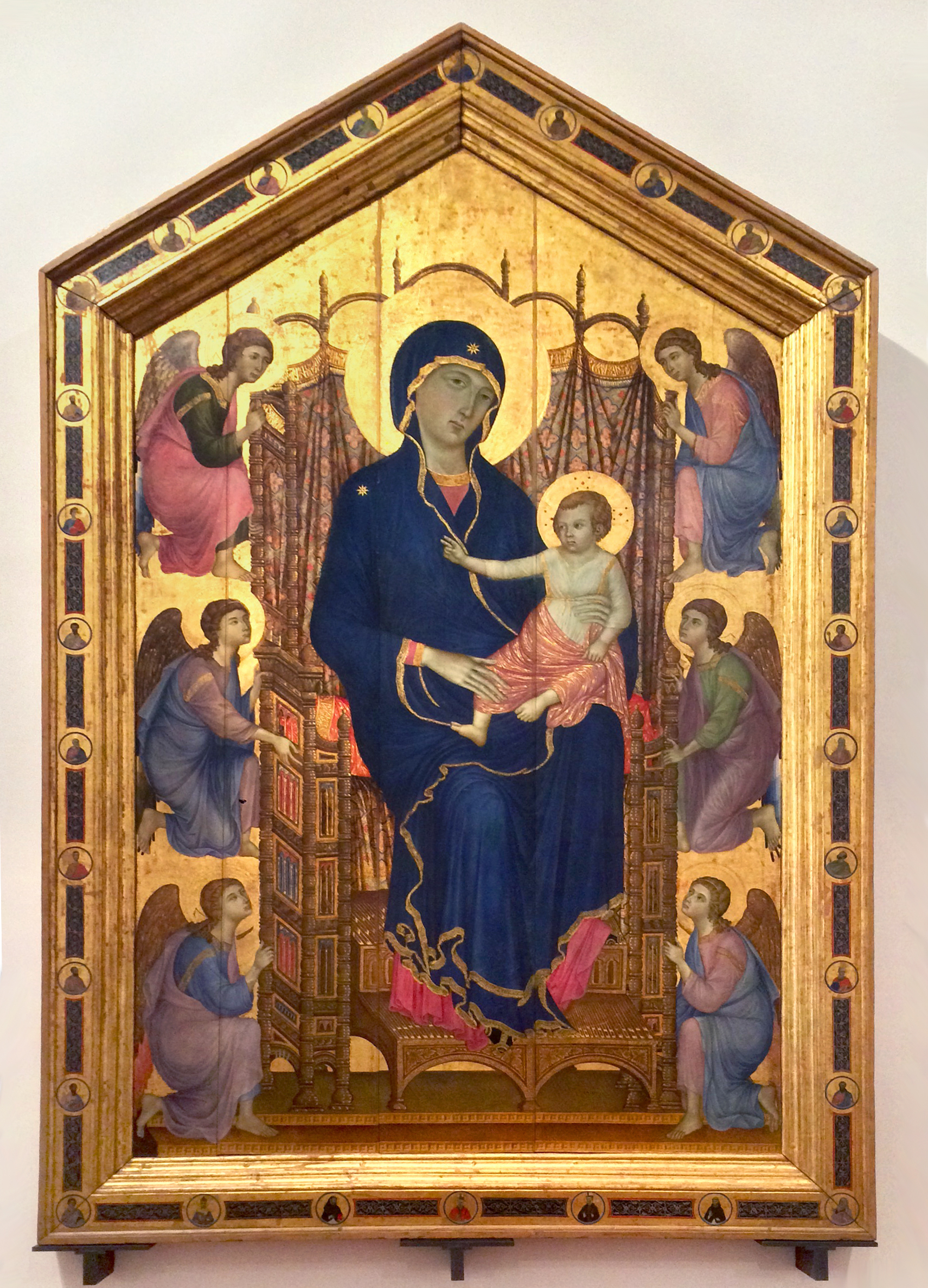
A Madonna Rucellai.

Os trabalhos conhecidos de Duccio são de pinturas sobre painel, têmpera e decorados com folhas de ouro. Diferentemente de seus contemporâneos e artistas anteriores a ele, Duccio era um mestre em têmpera e conseguiu dominar a técnica com delicadeza e precisão. Não existem evidências de que Duccio tenha pintado afrescos.
O estilo de Duccio era próximo da arte bizantina, com os planos de fundo dourados e cenas religiosas familiares, ainda que seja mais experimental. Duccio começou a suavizar as linhas da arte bizantina. Ele usava modelagem (trabalhando com cores claras e escuras) para revelar as figuras debaixo dos tecidos pesados; mãos, rostos e pés se tornaram mais arredondados e tridimensionais. As pinturas de Duccio são acolhedoras e com cores quentes. Suas obras possuem detalhes delicados e às vezes são ornamentadas com joias e tecidos. Duccio também ficou conhecido por sua complexa organização do espaço. No quadro Madonna Rucellai o observador pode ver todas essas características.
Duccio foi um dos primeiros pintores a estruturar as composições de modo arquitetônico ao explorar e investigar espaço e profundidade. Ele também deu atenção refinada a emoções que outros artistas não davam em sua época. Seus personagens interagiam ternamente uns com os outros; não é mais Cristo e a Virgem, é mãe e filho. As figuras de Duccio parecem ser de outro mundo ou celestiais, compostas por belas cores, cabelos macios e vestidas com tecidos não disponíveis para meros seres humanos.

### Madonna Rucellai
Antigamente atribuída a Cimabue, a Madonna Rucellai é a primeira da duas únicas obras documentadas que sobreviveram. Sua autoria foi confirmada publicamente em 1854 com a divulgação do contrato de encomenda, que havia sido redescoberto em 1790. Foi encomendada em 1285 pela Compagnia dei Laudesi, uma irmandade de cantores sacros de Florença, e destinada provavelmente ao altar-mor da Igreja de Santa Maria Novella. No século XVI foi transferida para a capela da família Rucellai, de onde tomou seu apelido, e depois de 1937 encontrou seu local definitivo na Galeria dos Uffizi. Mede 450 x 293 cm, é um dos mais importantes exemplares da tipologia da Madonna em Maestà, e é a maior pintura portátil a sobreviver do século XIII. A encomenda de obra de tal porte, e por uma irmandade de Florença, onde abundavam pintores excelentes, indicam que Duccio já havia adquirido uma alta reputação.

### AMaestà

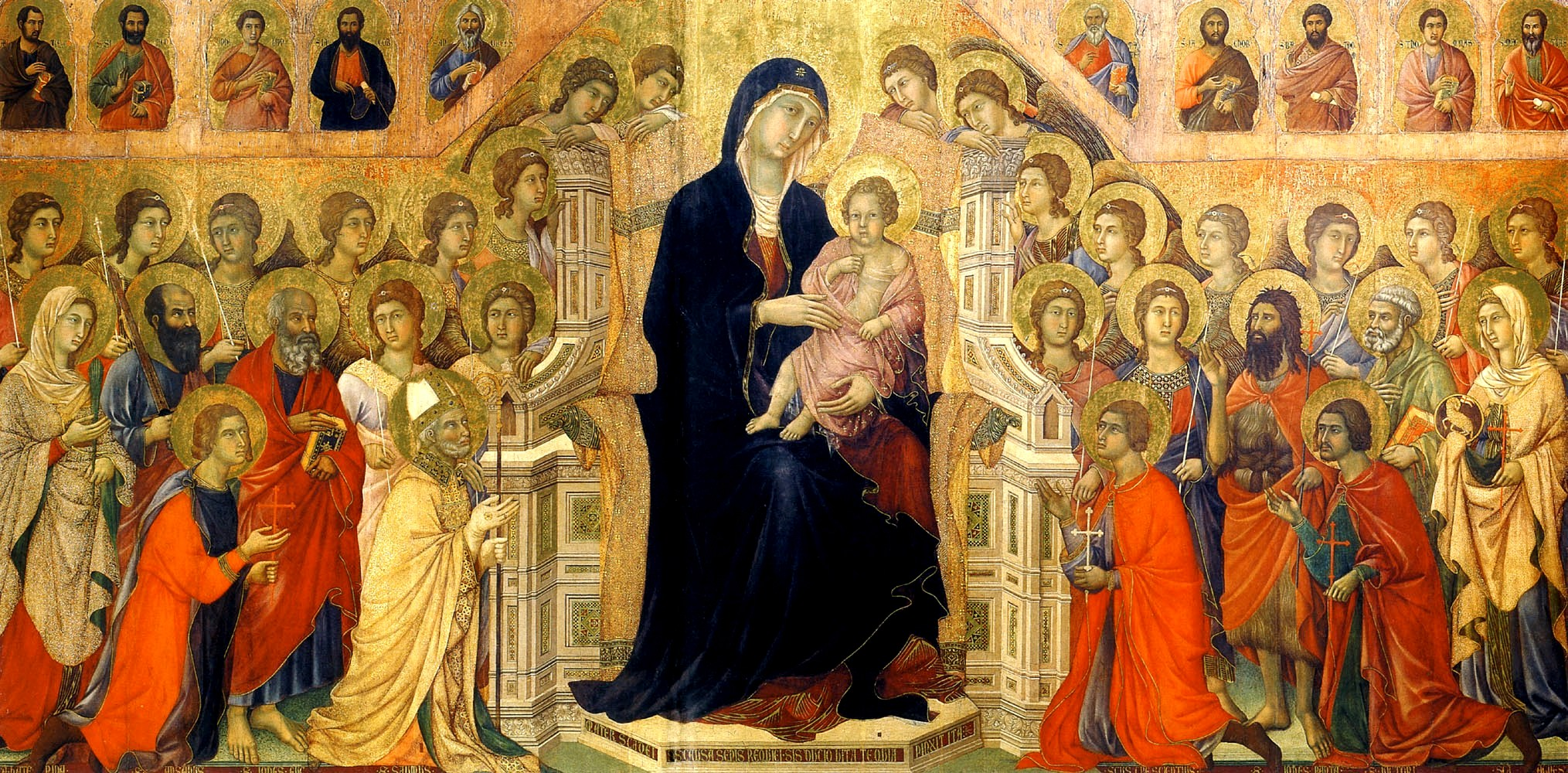
Painel principal da Maestà.

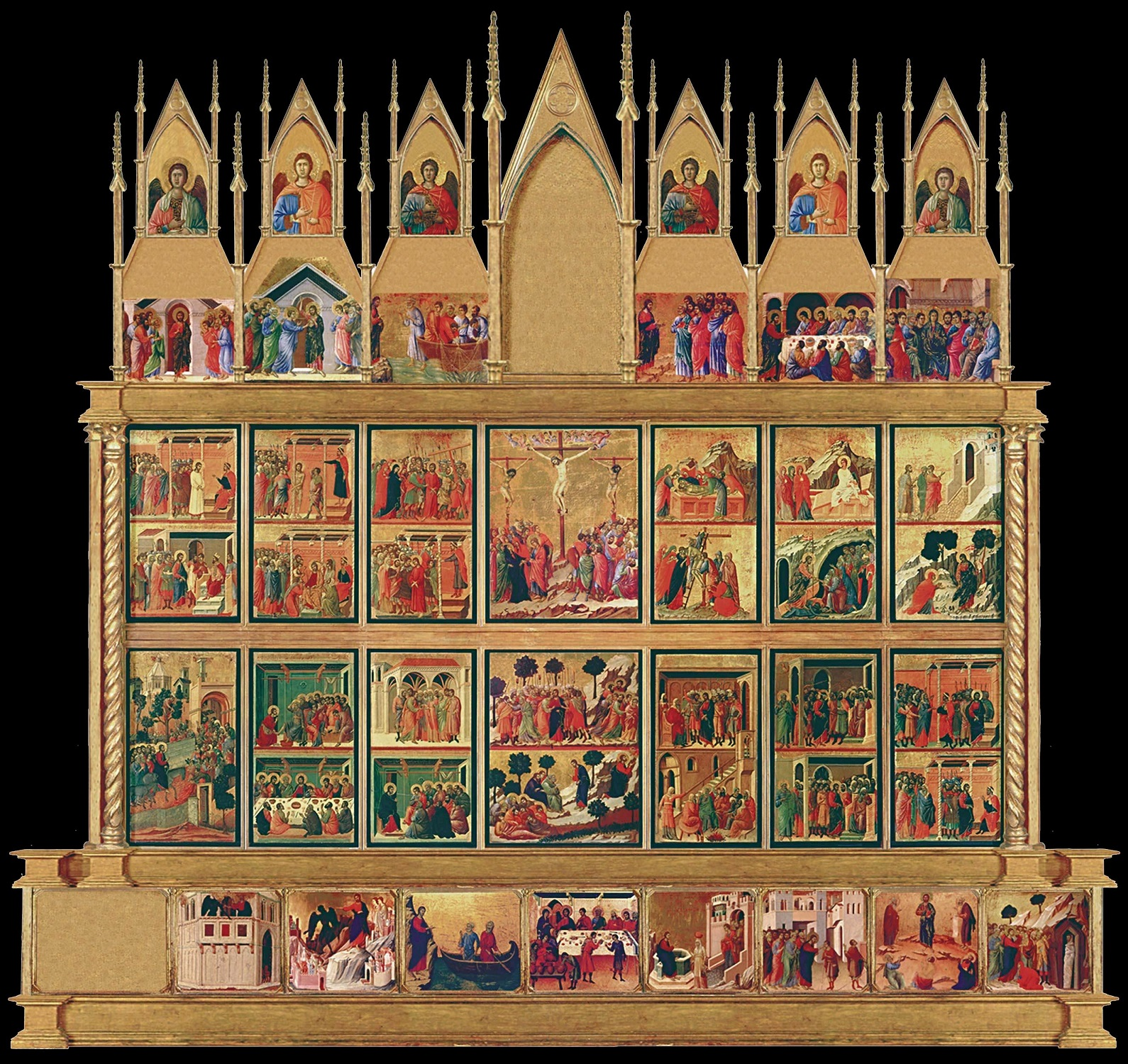
Reconstrução conjetural do verso da Maestà.

A Maestà, também conhecida como Virgem com Vinte Anjos e Dezenove Santos, é uma peça de altar composta de várias partes. Na frente está a cena principal, mostrando a Virgem Maria entronizada rodeada de santos e anjos. Originalmente a frente também contava com pequenos painéis na base e nos pináculos da moldura, e no verso havia uma série de pequenas cenas sobre as vidas de Cristo e Maria. Foi encomendada pela Catedral de Siena em 1308 e instalada em 9 de Junho de 1311, substituindo um ícone da Madonna veneradíssimo e considerado milagroso. Tamanha foi a importância atribuída à obra que o dia da entronização na Catedral foi declarado feriado, e uma faustosa cerimônia — que incluiu uma procissão com fanfarras — mobilizou toda a cidade. Medindo originalmente 4,5 metros de altura por 4,8 metros de largo, o políptico constituiu o maior retábulo criado até a data. Em 1506 foi transferida para uma capela lateral, e em 1711 foi levada para a pequena Igreja de Santo Ansano. Pouco depois o políptico foi desmembrado. A frente e o verso foram separados, as pinturas menores foram destacadas e dispersas e algumas se perderam, mas em 1878 a maior parte do conjunto foi recuperada, ingressando no acervo do Museo dell'Opera del Duomo.
É uma das mais inovadoras obras do século XIV, demonstrando sua avançada compreensão da anatomia do corpo humano e do espaço. A obra se desvia em parte do estilo bizantino que então prevalecia na Itália em direção a uma representação mais realista, principalmente através de uma cuidadosa modulação da luz e sombra e do abandono da tradicional compartimentalização das áreas pictóricas com padrões gráficos dourados, e as figuras se colocam em uma convincente representação do espaço tridimensional. Apesar do seu caráter inovador, a obra já parece um tanto ultrapassada quando comparada com as novidades introduzidas por Giotto na mesma época. Contudo, a obra mostra que os princípios gerais da arte bizantina continuavam válidos como uma das alternativas estéticas possíveis em um cenário que já se abria para novos caminhos. Esses princípios seriam cultivados por outros artistas ainda por muitos anos para enfatizar o caráter místico e transcendente dos personagens sagrados.

### Madonna e o Menino
Madonna e o Menino (também conhecida como Stoclet Madonna ou Stroganoff Madonna) é um painel de Duccio feito pelo ano de 1300. Em Novembro de 2004, a pintura foi comprada pelo Metropolitan Museum of Art, de Nova York, em um leilão pela empresa Christie's, por uma soma desconhecida (acredita-se 45 milhões de dólares). Foi a primeira obra de Duccio adquirida pelo museu e talvez sua obra mais cara. Foi vendida por membros da Família Stoclet e faz parte hoje da seção renascentista do museu. Era a última peça de Duccio em mãos privadas e uma das poucas criadas pelo artista como uma pintura individual e não como parte de um conjunto.

### Galeria

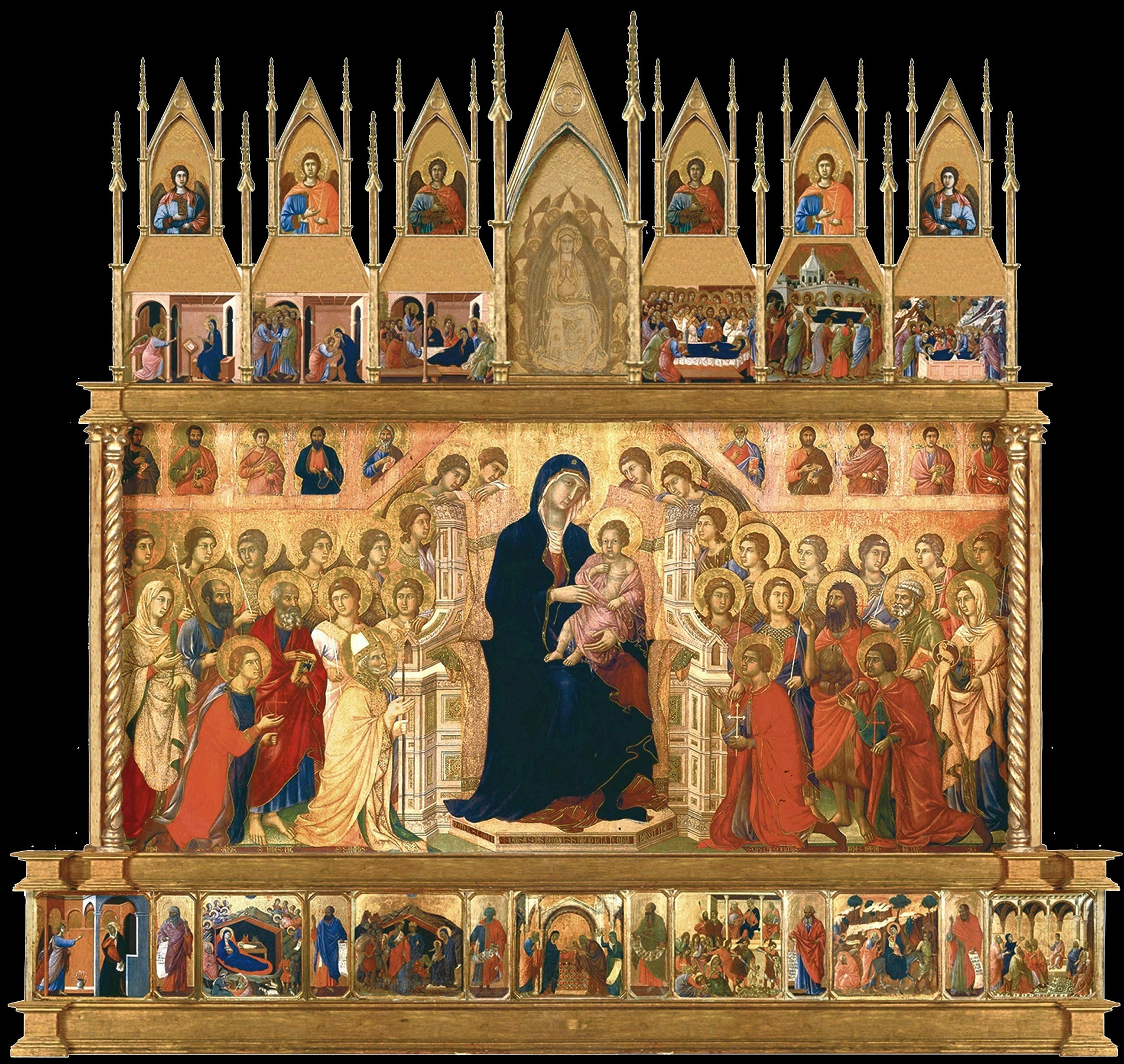
Reconstrução conjetural da frente da Maestà
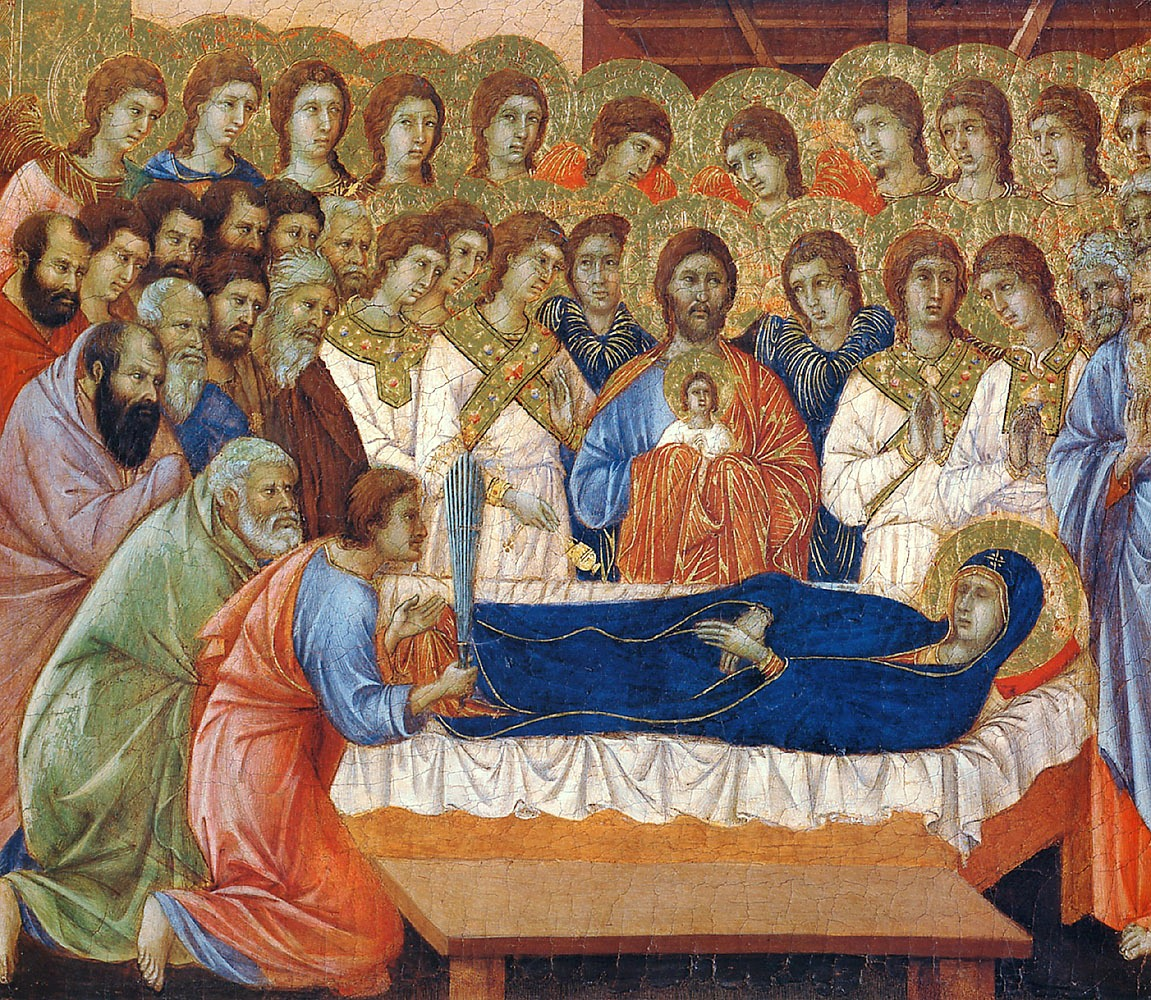
Morte da Virgem, originalmente na frente da Maestà
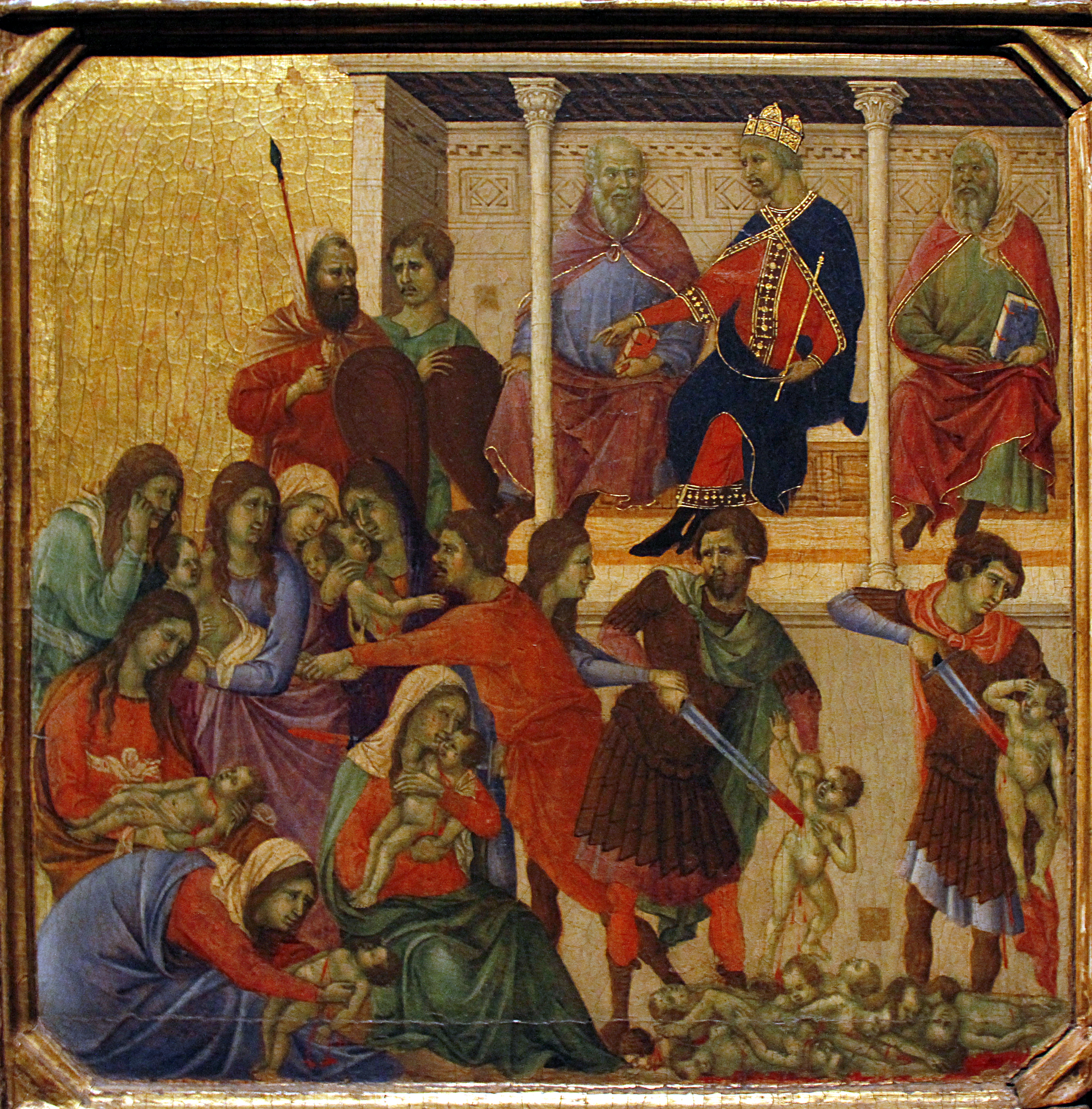
Massacre dos inocentes, originalmente na frente da Maestà
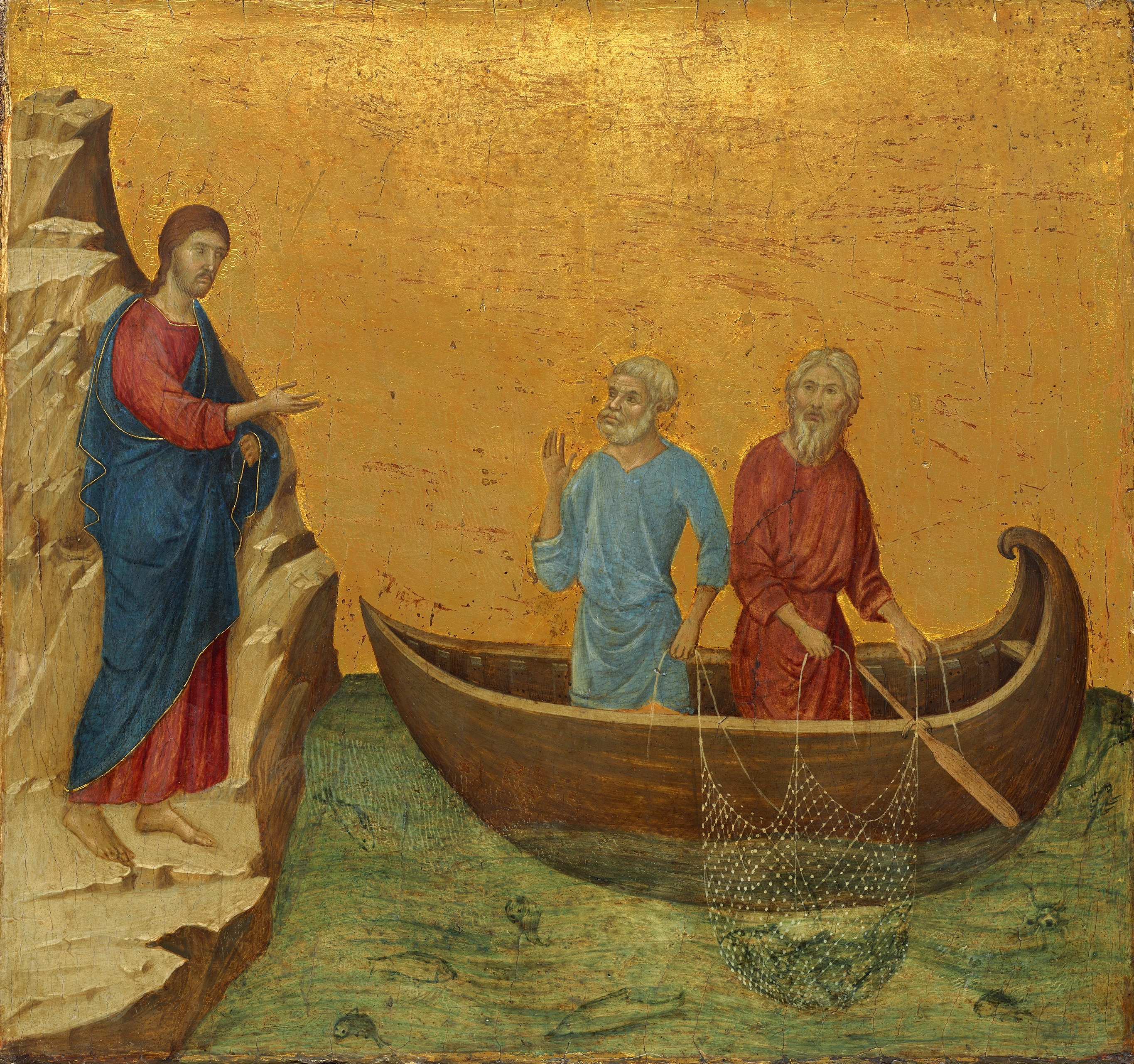
O Chamamento dos Apóstolos Pedro e André, originalmente no verso da Maestà
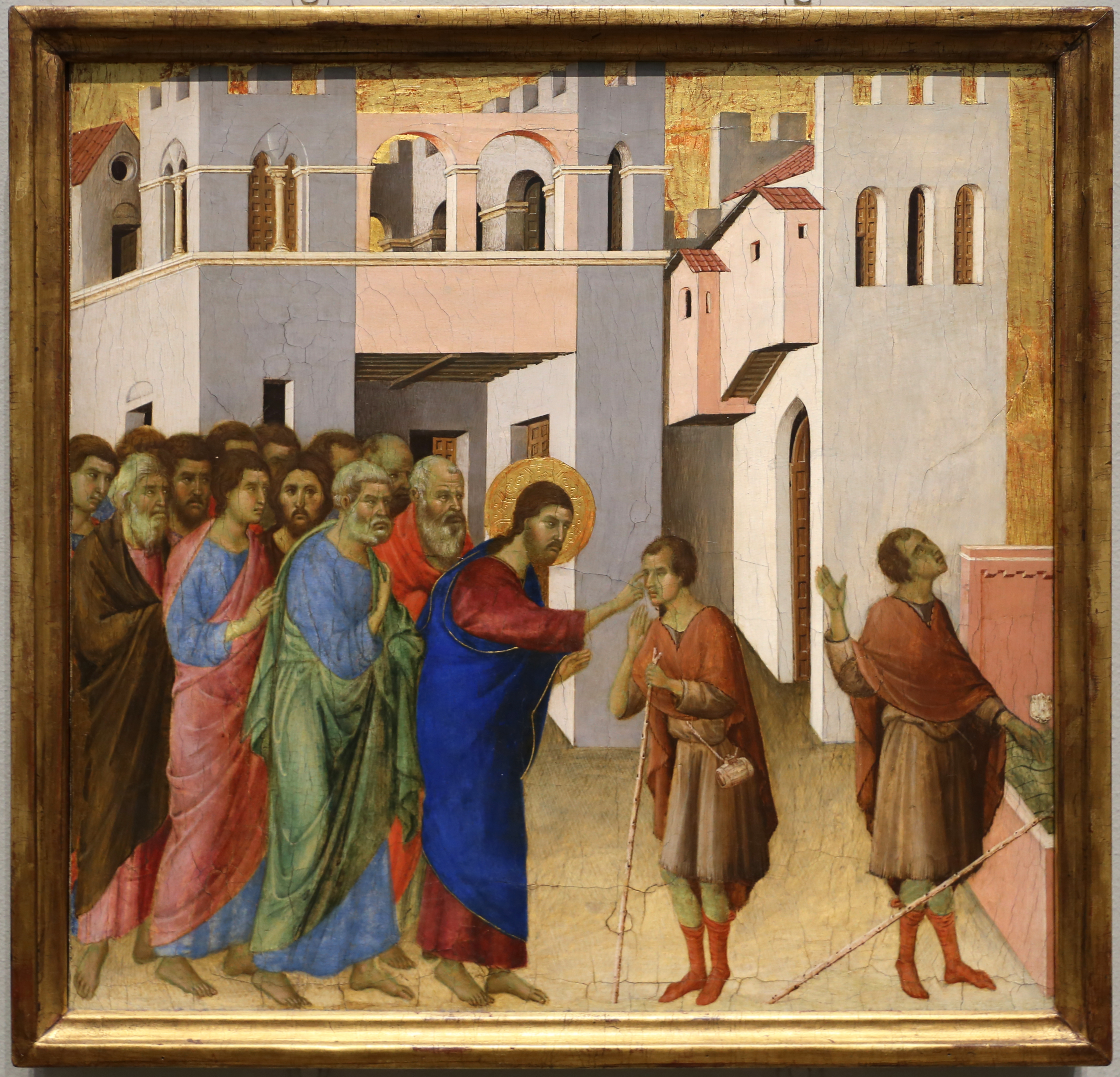
Cura do cego, originalmente no verso da Maestà
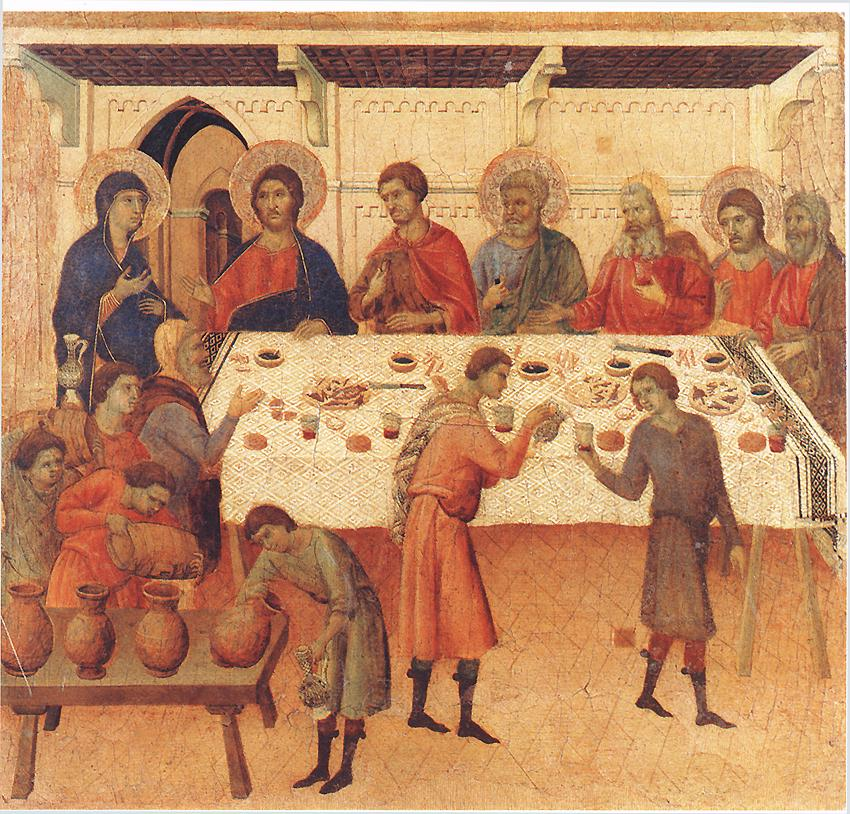
O Casamento em Caná, Museo dell'Opera del Duomo, Siena